# أرية
أرية (بالفارسية: اریه) هي مستوطنة تقع في قسم فيروزة الريفي (مقاطعة فيروزة) في إيران. يقدر عدد سكانها بـ 187 نسمة بحسب إحصاء 2016.